# 멀티 캐릭터쇼 - 멋진 녀석들
멀티 플레이어쇼 - 멋진 녀석들은 SBS의 특집 예능프로그램이며, 시트콤과 콩트가 혼합된 옴니버스 형식의 추석 예능 프로그램이다.

## 출연
- 김수로
- 김민종
- 임창정
- 수빈
- 정민
- 류혜진

## 방송사
SBS